# Hinteregg (Gemeinde Sankt Stefan)
Hinteregg ist eine Wochenendhaussiedlung in der Marktgemeinde Sankt Stefan im Rosental in der Steiermark.
Die Siedlung befindet sich nördlich von Glojach zwischen Glojach und der Rotte Glojachberg. Im Regionalen Entwicklungsprogramm der Region Südoststeiermark ist die Siedlung als Vorrangzone für Wohn-, Dorf- und Erholungszwecke ausgewiesen.